# SN 1989S
SN 1989S – supernowa typu Ia odkryta 29 października 1989 roku w galaktyce IC 226. W momencie odkrycia miała maksymalną jasność 19,00m.